# Берлиньский, Херш
Херш Берлиньский, пс. Herszek, Олень (род. 1908 в Лодзи, умер 27 сентября 1944 года в Варшаве) — еврейский активист движения сопротивления во время Второй мировой войны, участник восстания в варшавском гетто и варшавского восстания, активист Поалей Цион.

## Биография

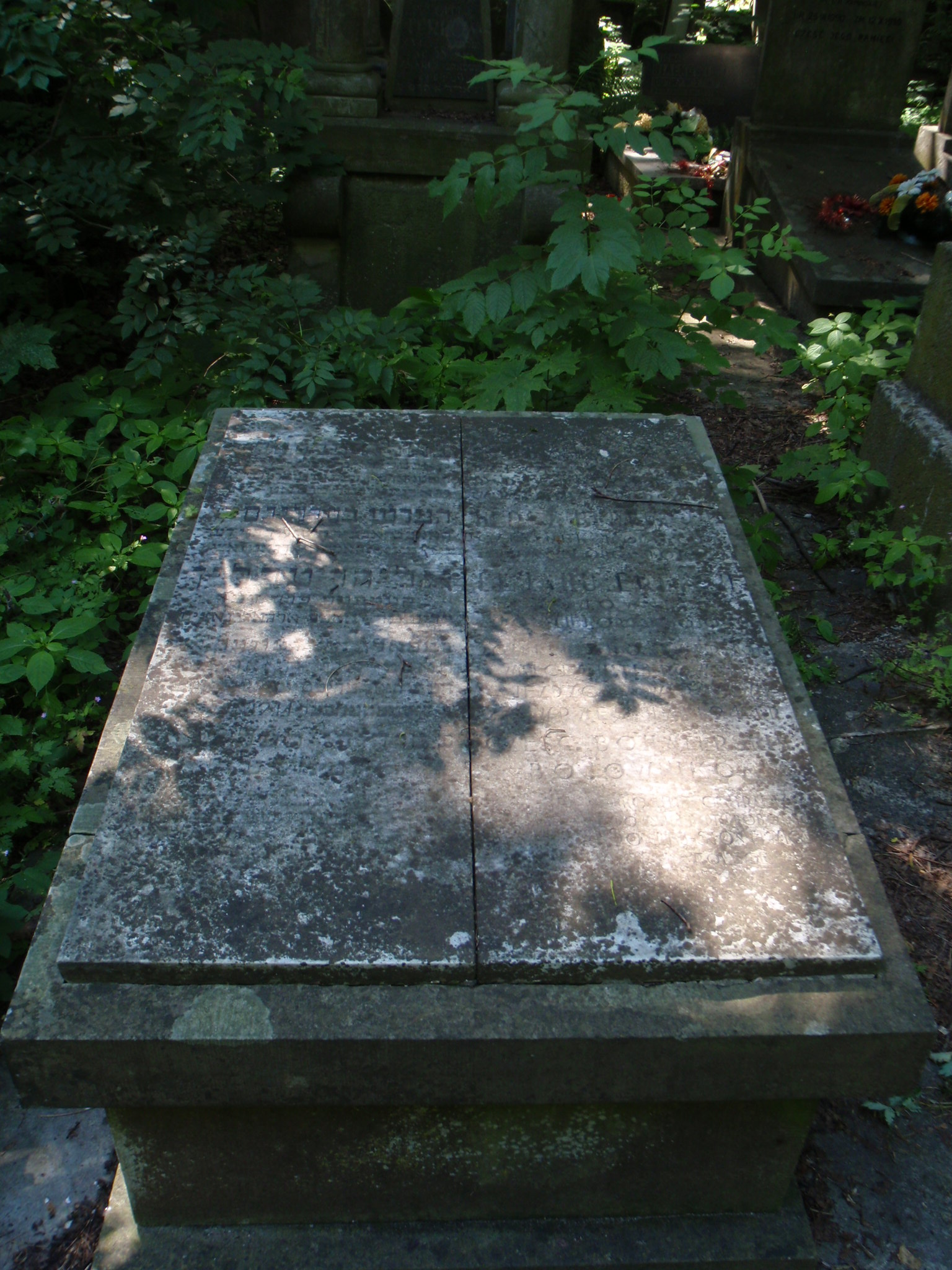
Могила Херша Берлиньского, Поли Эльстер и Элиаху Эрлиха на еврейском кладбище в Варшаве

Родился в Лодзи в еврейской семье рабочих. Учился в Хедере, а затем в государственной начальной школе. В 1923 вступил в Бунд в команду Цукунфт. В следующем году перешел в Поалей Цион, где сначала участвовал в жизни его молодёжной организации.
После начала Второй мировой войны пытался перевестись в Варшаву. Был арестован и заключен в лагерь в Раве-Мазовецкой, а затем в Ченстохове, откуда вскоре после заключения сбежал. Попал к советской оккупационной зоны, откуда уехал в Варшаву. С 1940 жил в варшавском гетто, где был одним из главных активистов партии Поалей Цион. Был секретарем партийного комитета и руководителем подпольной прессы. Активно действовал в Антифашистском Блоке. Каждый день он работал на заводе Landaua. Он также был одним из основателей подпольной организации Молодежи Борохова (jid. Borochow Jugent).
После первой большой депортации из гетто стал одним из активнейших членов Еврейской Боевой Организации. Он был назначен представителем партии в штаб-квартире, где руководил также отделом планирования. Принимал участие в нападении на банк в гетто, целью которого было получить деньги на покупку оружия. Во время восстания в гетто, был командиром одной из боевых групп Поалей Цион. Воевал на улице Świętojerskiej, а потом в центре гетто. 10 мая 1943 года вышел через канализацию на «арийскую сторону» вместе с группой около 30 бойцов. С этого времени воевал в партизанском отряде «Имени защитников гетто» в вышковских лесах. Свои воспоминания под названием Трое. Поля Эльстер, Хершр Берлинский, Элиах Эрлих (Draj. Pola Elster, Hersz Berliński, Eliahu Erlich) написал на идише на арийской стороне. В своих воспоминаниях Берлиньский писал о партийной деятельности, о создании повстанческих групп и подробно описывал бои в гетто в январе 1943 года и в дни восстания 10 мая 1943 года. Они были выпущены на языке оригинала в 1966 году в книге под тем же названием, и на иврите в качестве Дневников (Zichronot).
Во время варшавского восстания командовал подразделением «ŻOB». Погиб с оружием в руках на Жолибоже 27 сентября 1944 года.
19 апреля 1945 года был посмертно награждён Орденом «Virtuti Militari», а 29 апреля того же года его останки были перезахоронены на главной аллее еврейского кладбища на улице Окоповой в Варшаве (участок 39). Его именем в 1963 году названа улица в Лодзи.